# Tout l’univers
«Tout l’univers» (французское произношение: [tu lynivɛʁ]; с фр. — «Вся вселенная») — песня албанско-швейцарского певца Gjon’s Tears, выпущенная в качестве сингла 10 марта 2021 года на лейблах Jo & Co и Sony Music. Авторами и композиторами песни стали сам Gjon’s Tears, а также Нина Самперманс, Воутер Харди и Ксавье Мишель. Песня представила Швейцарию на конкурсе песни «Евровидение 2021» в Роттердаме, Нидерланды, после прохождения внутреннего отбора Швейцарской вещательной корпорацией (SRG SSR). Песня заняла 3-е место, получив 432 балла, что стало лучшим результатом Швейцарии на конкурсе в XXI веке и лучшим результатом с 1993 года. Также, по результатам голосования жюри композиторов-участников конкурса 2021 года, Джон и создатели «Tout l’univers» получили «Премию композиторов» на церемонии вручения премий Марселя Безансона.

## Выпуск песни
Сингл «Tout l’univers» был опубликован лейблами звукозаписи Jo & Co и Sony Music 10 марта 2021 года, он стал доступен для цифрового скачивания, а также для прослушивания на стриминговых платформах. Премьера сопровождающего музыкального видеоклипа состоялась на официальном YouTube-канале «Евровидения» одновременно с цифровым релизом 10 марта 2021 года в 16:00 по центральноевропейскому времени (CET).

## История создания
Первоначально Gjon’s Tears должен был представлять Швейцарию на «Евровидении-2020», с песней «Répondez-moi» во втором полуфинале конкурса 14 мая 2020 года, однако конкурс был отменён в связи с пандемией COVID-19.
20 марта 2020 года SRG SSR подтвердили своё намерение участвовать в конкурсе песни «Евровидение 2021», а также то, что Gjon’s Tears останется представителем Швейцарии на 2021 год. Позже было проведено несколько «songwriting camps» — музыкальных лагерей, на которых авторы песен, продюсеры и музыканты собираются, чтобы создавать новую музыку. В данном случае — для создания песен на внутренний отбор для «Евровидения». За время проведения этих музыкальных лагерей Gjon’s Tears написал 20 песен вместе со швейцарскими и международными композиторами. После проведения голосования среди 100 членов общественного жюри (50 % голосов) и 20 членов международного экспертного жюри (другие 50 % голосов), была выбрана песня-победительница, которой стала «Tout l’univers».

### Английская версия и значение названия
По словам самого исполнителя, «Tout l’univers» была самой первой песней с самого первого музыкального лагеря. В первоначальной версии она была написана на английском языке и называлась «Ground Zero» (с англ. — «Эпицентр»). Её изначальной идеей было «место, где всё разрушено, но может быть воссоздано вновь». В записанной впоследстви французской версии песни, Джон, по его словам, постарался сохранить ту же идею «вечного цикла» жизни — разрушения и восстановления, неудач и успеха. Когда песня была впервые переведена на французский язык, её первым названием стал перевод английского — «Le point d’impact» (с фр. — «Эпицентр / Точка удара»). Однако, оно было изменено, т.к Джон посчитал, что это название имеет слишком тёмное значение, на котором он не хотел делать акцент. Жюри впоследствии выбрали именно французскую версию песни для участия на конкурсе. Английская версия — «Ground Zero» — не опубликована. Gjon’s Tears позже сообщал в интервью Wiwibloggs, что не уверен, что хочет её публиковать.

## На «Евровидении»
65-й конкурс песни «Евровидение» проходил в Роттердаме, Нидерланды, и состоял из двух полуфиналов, состоявшихся 18 мая и 20 мая 2021 года, а также финала, прошедшего 22 мая 2021 года. Согласно правилам «Евровидения», все страны-участницы, кроме принимающей страны и стран «Большой пятёрки» (Франции, Германии, Италии, Испании и Великобритании), должны пройти отбор в одном из двух полуфиналов, чтобы попасть в финал. Туда проходят первые десять мест из каждого полуфинала. 17 ноября 2020 года было объявлено, что Швейцария выступит во второй половине второго полуфинала конкурса.
Во втором полуфинале Gjon’s Tears занял первое место, набрав 291 балл и прошёл в финал конкурса. В финале песня заняла третье место, получив 432 балла, что стало лучшим результатом Швейцарии на конкурсе в XXI веке и лучшим результатом с 1993 года.

## Список композиций
| №  | Название         | Длительность |
| -- | ---------------- | ------------ |
| 1. | «Tout l'univers» | 3:03         |

| №  | Название                         | Длительность |
| -- | -------------------------------- | ------------ |
| 1. | «Tout l'univers» (Tiery F Remix) | 3:11         |

## Чарты
| Чарт (2021)                              | Высшая позиция |
| ---------------------------------------- | -------------- |
| Австрия (Ö3 Austria Top 40)              | 68             |
| Бельгия/Фландрия (Ultratop 50)           | 50             |
| Финляндия (Suomen virallinen lista)      | 5              |
| Германия (GfK)                           | 86             |
| Греция (IFPI)                            | 27             |
| Исландия (Tónlist)                       | 13             |
| Ирландия (IRMA)                          | 52             |
| Литва (AGATA)                            | 9              |
| Нидерланды (Single Top 100)              | 16             |
| Норвегия (VG-lista)                      | 36             |
| Португалия (AFP)                         | 118            |
| Швеция (Sverigetopplistan)               | 21             |
| Швейцария (Schweizer Hitparade)          | 1              |
| Великобритания (OCC UK Singles)          | 93             |
| США World Digital Song Sales (Billboard) | 9              |

## Хронология релиза
| Регион | Дата          | Формат(ы)                                  | Версия        | Лейбл              | Ист.   |
| ------ | ------------- | ------------------------------------------ | ------------- | ------------------ | ------ |
| Разные | 10 марта 2021 | цифровая дистрибуция потоковое мультимедиа | оригинальная  | Jo & Co Sony Music | [ 2 ]  |
| Разные | 28 июля 2021  | цифровая дистрибуция потоковое мультимедиа | Tiery F Remix | Jo & Co Sony Music | [ 15 ] |